# Giuliana Del Bufalo
Giuliana Del Bufalo (Roma, 22 maggio 1947) è una giornalista e conduttrice televisiva italiana.

## Biografia
Giornalista politica, attiva a partire dagli anni settanta, ha lavorato fino al 1986 all'agenzia giornalistica Adnkronos. Dal 1986 al 1990 ha rivestito la carica di segretario generale della Federazione Nazionale Stampa Italiana (sindacato dei giornalisti). Nel 1990 è stata nominata vice direttore del TG2. Nel 1994 ha assunto l'incarico di assistente per l'informazione dell'allora presidente della RAI, Letizia Moratti. Nel 1995 è stata nominata direttore generale di Rai Corporation e nel 1998 è passata alla guida della direzione "comunicazione e immagine".
Nel 2007 ha sostituito Clemente J. Mimun alla carica di direttore di Rai Parlamento l'ex Testata Servizi Parlamentari e in questa veste ha condotto, tra l'altro, le due interviste ravvicinate a Silvio Berlusconi e Walter Veltroni nella campagna elettorale per le elezioni politiche in Italia del 2008, rimasta famosa anche per il cosiddetto "avvicendamento del cuscinone". Durante la trasmissione Conferenza Stampa dedicata Rai 3 ai leader dei partiti in occasione delle Elezioni Europee 2009 ha destato scalpore la frase rivolta al premier Silvio Berlusconi, ospite in studio nell'occasione: "Lei è il padrone di casa".
Il 30 luglio 2010 ha lasciato l'incarico di direttore di Rai Parlamento a seguito del suo pensionamento.